# Vito Venosa
Vito Venosa, aussi appelé Guy de Pernes, est le cinquante-quatrième évêque de Toul, de 1305 à 1306.

## Biographie
Il fut probablement nommé par le pape Clément V, car il ne pénétra jamais dans le diocèse de Toul. 
Il y envoya un procureur pour en prendre possession, mais mourut peu après.